# مايج برادلي
مايج برادلي (بالإنجليزية: Madge Bradley) هي قاضية ومحامية أمريكية، ولدت في 14 نوفمبر 1904، وتوفيت في 21 مارس 2000.